# Soldados de Salamina
Soldados de Salamina es el cuarto libro de narrativa del escritor español Javier Cercas, publicado en marzo de 2001 por Tusquets Editores.
Escrita en primera persona, es una novela testimonio, presentando un carácter histórico y de ficción a la vez.

## Creación de la novela
En el verano de 1994, el escritor Rafael Sánchez Ferlosio, hijo de Rafael Sánchez Mazas, personaje alrededor del cual gira la novela, fue a dar unas charlas a la Universidad de Gerona, donde trabajaba Javier Cercas. Cercas había escrito por aquellos días un artículo para El Punt, un periódico local, mencionando la relación de Sánchez Ferlosio con Sánchez Mazas, a quien había leído bastante. Después del segundo día de conferencia, se reunieron en el Bistrot, un bar de Gerona, donde Sánchez Ferlosio le contó a los comensales la historia del frustrado fusilamiento de su padre, el cual se convertiría en uno de los temas centrales de Soldados de Salamina. En el mismo bar, con solo dieciocho años, Cercas había conocido a Roberto Bolaño, escritor con el cual comenzó una amistad y que años más tarde le contó la historia de Miralles y lo animó a escribir la historia relatada por Sánchez Ferlosio.
Cercas se fascinó con la historia de Sánchez Mazas, y notó que cuando se la contaba a sus amigos, a éstos también les gustaba. Lluís Bassets, quien le consiguió trabajo a Cercas en el periódico El País, lo instó a que escribiera un reportaje acerca del fundador e ideólogo de Falange Española. Cercas rechazó la idea, pero para el sexagésimo aniversario de la muerte de Antonio Machado en Colliure, escribió un artículo para el periódico donde mencionaba brevemente a Sánchez Mazas. Entonces el periodista Miquel Aguirre, estudioso de la guerra civil española, contactó con él y le comentó que un segundo hombre había sobrevivido al fusilamiento: Jesús Pascual Aguilar, autor del libro Yo fui asesinado por los rojos, del cual poseía uno de los escasos ejemplares, y que luego le facilitó. Aguirre también fue quien lo puso en contacto con Jaume Figueras, propietario de la libreta de Sánchez Mazas donde escribió acerca de su fusilamiento, e hijo de Pere Figueras y sobrino de Joaquim Figueras, dos de «los amigos del bosque» que ayudaron al falangista en su huida. Además de ponerlo en contacto con sus familiares, Jaume también le presentó a otros involucrados en la historia, como María Ferré, Quim Figueras y Daniel Angelats, el «amigo del bosque» restante.
Cercas comenzó a escribir la novela en 1999, el mismo año en que regresó a vivir con su esposa e hijo a Gerona, la ciudad donde se crio, luego de abandonar Barcelona por razones familiares. Por entonces el autor padecía una crisis literaria y depresiva. Ya había abandonado una novela sobre la Guerra Civil para la cual había escrito 150 páginas.
De acuerdo con el autor, la novela debía girar en torno a dos elementos esenciales. El primero es la certeza de que el pasado es en realidad el presente, y que la guerra civil española no es un hecho remoto, sino uno que todavía marca a los españoles. El segundo es que la historia de fondo no fuera la de Rafael Sánchez Mazas, sino la búsqueda del personaje de Javier Cercas por encontrarle su propio sentido a la historia. La pregunta inicial que se hizo Cercas y sobre la cual gira la novela es qué habrá pensado el miliciano al momento de elegir no disparar y así salvarle la vida a Sánchez Mazas.
Una de las influencias iniciales durante la escritura de la novela fue la película El hombre que mató a Liberty Valance, un western dirigido por John Ford. En julio de 1999, Cercas ya había escrito para El País otro artículo donde hablaba de esta película, así como de Bolaño, Sánchez Ferlosio y la Guerra Civil, condensando así algunos de los principales elementos de Soldados de Salamina.
Para el autor, el personaje narrador debía llevar su propio nombre, pues de lo contrario habría tenido que cambiar también los nombres de todos los demás personajes basados en personas reales.
La segunda y tercera parte del libro se parecen en algo a sus primeras versiones; sin embargo, la primera parte fue reescrita al menos diez veces, siendo la versión final muy distinta de la primera. El personaje de Conchi surgió después de las primeras versiones.

### El título
Como es lo usual en Cercas, el título de la obra es ambiguo y solo fue escrito cuando la novela ya estaba prácticamente finalizada. El nombre Soldados de Salamina alude a la famosa batalla de Salamina en la que los griegos, comandados por Temístocles, vencieron en un combate naval al imperio persa, comandado por Jerjes I, y lograron así salvar su nación, y con ello la democracia y la civilización occidental como entonces se conocían. Aunque el argumento de la novela no tiene que ver directamente con este episodio histórico, dicha batalla era uno de los tantos y variados temas de interés de Sánchez Mazas.
Asimismo, el autor ha comentado que para el narrador de la novela y su generación, la guerra civil española es algo tan distante como la batalla de Salamina, pero al mismo tiempo, las consecuencias de ambos conflictos persisten hasta el presente. Así, el título se abre a distintas lecturas, pues para Sánchez Mazas, es el ejército falangista el que salva la civilización de la barbarie; mientras que en la novela quienes la salvan son Miralles y sus soldados de la resistencia; o bien simplemente lo es un hombre que salva a otro hombre.
En la obra se dice que Sánchez Mazas pretendía escribir un libro titulado Soldados de Salamina. Sin embargo, el título real de la obra que pretendía escribir sería Los amigos del bosque, nombre que a Cercas no le parecía atractivo, y que no calzaba con la idea de su novela, pues en la historia de «Los amigos del bosque» no figuraba el personaje clave de Miralles.

### Epígrafe
La novela está precedida por el siguiente epígrafe:

Los dioses han ocultado lo que hace vivir a los hombres.
Hesíodo 

El mismo Cercas ha sugerido que podría interpretarse como lo que nos oculta el heroico personaje de Miralles al «hacer vivir» a Sánchez Mazas, perdonándole la vida. Sin embargo, para él «lo que los dioses nos ocultan» es la alegría de estar vivo, pues solo en contadas ocasiones somos felizmente conscientes de nuestra existencia. En este sentido, David Trueba también comenta que Miralles salva la vida de dos personajes: la de Sánchez Mazas y la del narrador Cercas, devolviéndole la alegría de vivir.

## Estructura
El libro está dividido en tres partes:
- Primera parte: Los amigos del bosque
- Segunda parte: Soldados de Salamina
- Tercera parte: Cita en Stockton

La primera se refiere a la primera vez que escucha la historia de Rafael Sánchez Mazas y se comienza a interesar por ella, decidiéndose finalmente el periodista narrador, el propio Javier Cercas, a escribir la historia. La segunda parte es la historia propiamente tal, que busca atenerse a los hechos reales provistos por entrevistas y documentaciones obtenidas gracias a su investigación. La tercera parte habla de las dudas del escritor por la publicación del libro, y de la posibilidad surgida a través de Roberto Bolaño para conocer a Miralles, un veterano de guerra comunista que le contará la versión de izquierdas de la historia, pudiendo terminar finalmente la novela.

## Argumento
El núcleo central de la novela es la figura de Rafael Sánchez Mazas, escritor e ideólogo de la Falange Española y estrecho colaborador de José Antonio Primo de Rivera, y en particular el episodio de cómo escapó de su fusilamiento. La guerra civil española estaba acabando, y las tropas nacionales avanzan hacia Cataluña. Las tropas republicanas se retiran, arrasando puentes y vías de comunicación para guarecer su retirada. Sánchez Mazas está preso en Barcelona, y consigue escapar de un fusilamiento colectivo. Cuando salen en su busca, un soldado republicano, que días antes había emocionado a todos los presos bailando al son del pasodoble Suspiros de España, lo encuentra, le encañona pero le perdona la vida. Sánchez Mazas se esconde, y consigue la ayuda de un grupo de payeses, a quienes a su vez él ayudará una vez acabada la guerra. El autor, Javier Cercas, se convierte en un personaje de su propia novela, apareciendo como un periodista que investiga este suceso pasado para escribir un libro.
Cercas se obsesiona con la búsqueda del soldado que salvó la vida de Sánchez Mazas. Casualmente, durante una entrevista con el escritor chileno Roberto Bolaño, éste le estimula para que siga escribiendo su novela y le pone en la pista de un anciano llamado Miralles, que vive en Francia y que luchó por la República en la Guerra Civil, estuvo en Cataluña en el momento del fusilamiento de Sánchez Mazas, pasó a Francia y luchó con los Franceses Libres en la Guerra Mundial, siendo uno de los soldados españoles que liberó París. Cercas cree que Miralles podría ser el soldado que respetó la vida de Sánchez Mazas.
El libro tiene un final abierto a ese respecto y el lector no sabe si Miralles salvó a Sánchez Mazas, si fue un soldado que estuvo en el mismo lugar al mismo tiempo o simplemente un personaje ficticio creado por Cercas para poder tener un héroe.

### Temas abordados
El propio autor ha explicado que la temática central del libro no es la Guerra Civil, la cual, por otra parte, está abordada desde un punto de vista no convencional, al comenzar con una matanza cuyas víctimas son los franquistas, es decir los vencedores de la guerra, que «derribaron» la democracia legítima imperante.

La novela, básicamente, habla de los héroes, de la posibilidad del heroísmo; habla de los muertos, y del hecho de que los muertos no están muertos del todo mientras haya alguien que los recuerde; habla de la búsqueda del padre, de Telémaco buscando a Ulises; habla de la inutilidad de la virtud y de la literatura como única forma de salvación personal...
Javier Cercas, Diálogos de Salamina

También concuerda con David Trueba en que la temática central es por sobre todo la recuperación del gusto de vivir. El narrador Javier Cercas, en la novela, a lo largo de su búsqueda consigue satisfacer sus diversas carencias, encontrando una nueva mujer (Conchi), a su escritura perdida (el libro terminado) y a su «padre simbólico o histórico» (Miralles).
El escribir acerca del desarrollo de una obra, anteponiendo la estructura por sobre el argumento de la misma, ya había sido experimentado por el autor en su relato El móvil, publicado inicialmente en 1987 junto a otros cuatro relatos y reeditado en 2003 de manera independiente como una novela corta. El móvil aparece de hecho mencionado implícitamente en Soldados de Salamina, en el momento en que Cercas rememora su encuentro con Bolaño:

Fue en aquel momento cuando recordé el relato de mi primer libro que Bolaño me había recordado en nuestra primera entrevista, en el cual un hombre induce a otro a cometer un crimen para poder terminar su novela (...)
Javier Cercas, Soldados de Salamina

## Recepción
Hasta el año 2000, Javier Cercas era un escritor muy poco conocido. Esto se aprecia en el hecho que en una antología de autores españoles publicada ese año, titulada Páginas amarillas, es excluido de una lista de varios escritores de su misma generación. Sin embargo, esta novela catapultó a su autor a la categoría de autor reconocido, siendo aclamada internacionalmente y recibiendo excelentes críticas por parte de Mario Vargas Llosa —cuyos positivos comentarios ayudaron a un aumento explosivo de la popularidad de la obra— J. M. Coetzee, Doris Lessing, Susan Sontag y George Steiner.
Pese a lo anterior, su forma de mezclar ficción y realidad generó también algunas polémicas. El periodista y escritor Gregorio Morán, por su parte, cuestionó la veracidad de los hechos de la novela en su artículo «Soldadito de plomo en Salamina» (La Vanguardia, 29 de marzo de 2003); sus críticas fueron rápidamente respondidas por Cercas, quien acusó a Morán de criticar sin argumentos con la oculta finalidad de defender su propio ensayo, en el cual Morán afirma algunas falsedades acerca de Rafael Sánchez Mazas. Por otra parte, tanto en España como en países como Alemania o Italia, donde se gestó el nazismo y el fascismo, la novela suele ser leída desde un punto de vista fuertemente político, cuyo protagonista es Sánchez Mazas y no el narrador.
Las numerosas ventas de esta obra permitieron al escritor dedicarse exclusivamente a escribir, independizándose de su oficio como profesor de filología. Actualmente la obra ha sido traducida en más de veinte países. Hacia 2005 había vendido ya más de un millón de copias.

### Premios
Soldados de Salamina ha recibido numerosos premios, entre los que destaca el Premio Salambó de Narrativa:
Premios de lectores
- Premio Qué Leer
- Premio Crisol

Premios de libreros
- Premi Llibreter
- Premio Cálamo 2001, Libro del año.

Premio de escritores
- Premio Salambó de Narrativa

Premios de críticos
- The Independent Foreign Fiction Prize (Reino Unido)
- Premio Grinzane Cavour (Italia)
- Premio de la Crítica de Chile (Chile)
- Premi Ciutat de Barcelona
- Premio Ciudad de Cartagena
- Premio Extremadura

## Análisis de la obra
Los académicos Luis Martín-Estudillo y Luis Bagué Quílez se refieren a este libro como un ejemplo de novela híbrida, también presente en la obra de Roberto Bolaño o Enrique Vila-Matas. Para ellos en Soldados de Salamina «Cercas ilustra cómo ciertas historias prevalecen sobre otras», y profundizan: «Cercas reivindica una historia que reconoce el valor de los relatos orales [por sobre la historia oficial, contada siempre por los triunfadores] para recuperar el testimonio de los derrotados».
Para el crítico Manuel Simón Viola, la obra se preocupa de resaltar las similitudes y diferencias de dos personalidades de alto contraste: el falangista Sánchez Mazas, por un lado, hombre culto y refinado, y el comunista Miralles, por otro, tosco y poco consistente en sus cavilaciones. El crítico defiende que esta obra no se trata de una ficción histórica, sino de una simbiosis histórico-literaria, que se sostiene en la investigación del autor-narrador, en la crítica literaria, la distinción entre los hechos reales y las conjeturas, el soporte bibliográfico y las citas textuales de otras obras; todo ello empero tratado con mecanismos formales de la ficción.
Para el propio Javier Cercas, el personaje de Conchi es fundamental en la obra, pues funciona como contrapunto cómico dentro de la tragedia, así como contrafigura de Miralles, en el sentido que ambos poseen un instinto de la virtud y una fortaleza que Cercas no posee. Simón Viola no considera a este personaje imprescindible, pero sí útil para traer la historia al presente y proporcionar al texto de una carga novelesca.

### Conexiones con la realidad
La novela retrata numerosos hechos reales, por lo que para el lector es difícil distinguir en la obra lo real de lo ficticio. Por ejemplo, es verdad la manera en que Cercas se enteró de la historia de Sánchez Mazas, aunque no se trató de una entrevista, pues Cercas, a pesar de escribir reseñas en periódicos, no es periodista. Tampoco es cierto que para entonces lo hubiese abandonado su mujer, ni que su padre hubiese fallecido, ni que en 1994 acabase de cumplir cuarenta años (Cercas nació en 1962). Efectivamente estaba pasando por una crisis literaria, aunque no por ello había abandonado su carrera de escritor. La fotografía de la libreta de Sánchez Mazas que aparece en la novela también es del ejemplar real, facilitado por Jaume Figueras a Cercas. El personaje de Miralles existió en verdad: Roberto Bolaño lo conoció cuando trabajaba en el campamento Estrella de Mar de Castelldefels y le relató a Cercas su historia; sin embargo, el Miralles de la novela es una versión ficticia del personaje real, con muchas variaciones aunque conservando la imagen de un hombre valiente en su juventud y ahora viejo y más o menos acabado. Cercas intentó inicialmente buscarlo, pero desistió rápidamente debido a la gran cantidad de residencias de ancianos existentes en Dijon. No obstante, viajó hasta allí y escribió sobre la residencia de Nimphéas basándose en una situada enfrente de la casa de la tía de unos amigos; sin embargo, para describir su interior se basó en la residencia donde falleció su suegra de Alzheimer, situada en Malgrat de Mar.
El autor ha enfatizado que el Cercas narrador difiere del Cercas escritor, si bien la primera es una versión poética suya, cuyas carencias están amplificadas y son satisfechas a través de la obra.

## Versión cinematográfica

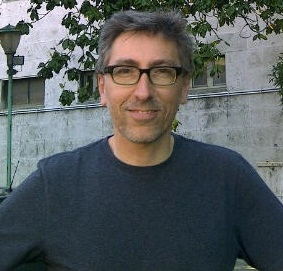
David Trueba en 2012, amigo de Javier Cercas y director de la película Soldados de Salamina

En 2002 el director de cine español David Trueba llevó esta novela al cine, con el mismo nombre, Soldados de Salamina. La película se estrenó en España en 2003, siendo nominada en 2004 a ocho Premios Goya, de los cuales obtuvo uno, a la mejor fotografía, la cual estuvo a cargo de Javier Aguirresarobe.
En esta versión cinematográfica se sustituyó la figura de Roberto Bolaño por la de un estudiante mexicano interpretado por Diego Luna, en tanto que el narrador Javier Cercas fue protagonizado por la actriz Ariadna Gil, en el papel de Lola Cercas.
A partir de las fotografías del rodaje tomadas por el fotógrafo David Airob, Cercas y Trueba, con la edición de Luis Alegre, publicaron en 2003 el libro Diálogos de Salamina: Un paseo por el cine y la literatura, el cual contiene diversas conversaciones entre el director de cine y el escritor, donde hablan acerca de los procesos de creación e interpretaciones personales acerca de sus respectivas versiones de Soldados de Salamina.